# Moldvay Győző
Moldvay Győző (Hódmezővásárhely, 1925. június 12. – Hatvan, 1996. augusztus 4.) magyar újságíró, költő, szerkesztő. Kurucz D. István unokaöccse.

## Életpályája
1931-ben kezdte el elemi iskolai tanulmányait, majd a Bethlen Gábor Gimnáziumban tanult, ahol 1944-ben érettségizett. 1945-46-ban a Szegedi Tudományegyetemen folytatta tanulmányait, de diplomát azonban csak 1957-ben szerzett a Szegedi Tanítóképzőben.
Első próbálkozását, az „Ifjúkor” című kéziratos iskolaújságot a gimnázium vezetése betiltotta. 1944-51 között a Vásárhely Népe és a Vásárhelyi Független Újság hasábjain publikált. Közben, 1946-ban „Délsziget” címmel önálló folyóiratot indított, mely 1947-ben megszűnt, három szám után. 1947-ben megjelent első verskötete, a Magam körül.
Életében jelentős szerepe volt a sportnak. 1944-ben a Fradi szerződtette, de a háború miatt sportpályafutása nem teljesedhetett ki. Vásárhely asztalitenisz-bajnokságain 1943-tól 1953-ig verhetetlen volt, megkapta a „Hódmezővásárhely örökös bajnoka” címet.
1952-54-ben a Művelődési Ház igazgatója volt, 1955-56-ban a Vásárhelyi Szó, majd 1956-ban a Vásárhelyi Nemzeti Újság szerkesztőjeként dolgozott.
Bebörtönzése után menekülni kényszerült szülővárosából. Segédmunkás lett a makói vágóhídon, a pesterzsébeti homokbányában, majd hazatérve  Hódmezővásárhelyre a Mérleggyárban dolgozott. 1961-64-ig Szentistvánban illetve Mezőkövesden a művelődési ház igazgatója volt. Mezőkövesden a „Matyóföld” című folyóiratot szerkesztette, ezzel egy időben a miskolci rádió külső munkatársaként is tevékenykedett. 1965-70 között ismét Hódmezővásárhelyen tanított. 1971-ben végleg elhagyta szülővárosát, de továbbra is erős szálakkal kötődött Vásárhely kulturális életéhez. Az egri Népújságnál kapott állást, majd a Hevesi Szemle társszerkesztője lett. Élete utolsó éveit 1972-től Hatvanban töltötte. Megalapította a Hatvani Galériát, melynek élete végéig igazgatója volt. Ez az intézmény szellemi műhelyként működött, gyakran a fennálló hatalom nemtetszését vállalva.
Versei, cikkei, tanulmányai az Alföld, a Hevesi Szemle, a Puszták Népe, a Sorsunk, a Válasz, az Élet és Irodalom, a Kortárs, a Tiszatáj, a Vásárhely és Vidéke és a Művészet című lapokban jelentek meg.
1986-ban sikerült újraindítania fiatalkori álmát, a Délsziget című folyóiratot. A lap csak a kiadó-szerkesztő halálával szűnt meg, 1996-ban. Bár az aktív politikától távol tartotta magát, a szomszéd népek közötti megértés szolgálatában ügyvezető-elnökséget vállalt a Nemzetközi Tőkés László Mozgalomban, 1989-ben. 

## Könyvei
- 1947: Magam körül (versek)
- 1976: Perben (versek)
- 1985: Eroica (Kohán-monográfia)
- 1991: Mint az apostolok (versek)

## Díjai, elismerései
- Hatvan város díszpolgára
- Munka Érdemrend ezüst fokozata
- Szocialista Kultúráért kitüntetés
- Magyar Köztársaság Népművelésért Díj (posztumusz, 1996)